# Handschriftenarchiv Dresdner Kreuzchor
Das Handschriftenarchiv Dresdner Kreuzchor sammelt, erfasst, digitalisiert und veröffentlicht Handschriften, Noten, Drucke und Kopien aus der traditionsreichen, musikalischen Geschichte des weltberühmten Dresdner Kreuzchors. Im Bestand finden sich vor allen Dingen Werke aus den 60er und 70er Jahren, aber auch Handschriften mit einem Alter von mehr als 100 Jahren. Der Bestand umfasst 85 Handschriften, 155 Kopien von Handschriften und 16 Drucke.

## Geschichte
Das Archiv begründet seinen Bestand auf der Handschriftenarchivsammlung der Notenbibliothek des Dresdner Kreuzchores. Hier wurden Handschriften, Drucke und Kopien von Handschriften, aus dem ehemaligen Chorbetrieb des Kreuzchores, die aufgrund ihres Alters, neuerer Ausgaben der Werke oder ihrem besonderen historischen Gehalt der Sammlung beigefügt wurden. Diese stand lange Zeit unentdeckt in den Lagerräumen der Bibliothek auf dem Dachboden der Einrichtung.
Das Handschriftenarchiv Dresdner Kreuzchor wurde 2013 mit dem Anliegen gegründet, die Dokumente der Handschriftensammlung als Archivalien schematisch zu erfassen, zu digitalisieren und diese besondere Geschichte der Öffentlichkeit zugänglich zu machen. In Kooperation mit der Notenbibliothek wurden die Handschriften und Drucke analog erfasst. Der Dresdner Kreuzchor unterstützte dieses Unternehmen jedoch nicht; so arbeitete das Handschriftenarchiv von Anfang an auf ehrenamtlicher Basis. Mit der Abkehr der analogen Erfassung hin zu einer digitalen Erfassung und Digitalisierung von Handschriften entstand 2014 der erste Internetauftritt. 2016 wurde eine neue Website mit Online-Katalog, Newsletter und Beitragsfilmen geschaffen.
Der Altersumfang der Werke umfasst rund 100 Jahre und reicht noch weit in die Zeiten Mauersbergers hinein. Jedoch ist der Großteil des eigentlichen Bestandes im Jahr 1945, während des Feuersturms auf Dresden vernichtet wurden. So dominieren Archivalien aus den 60er, 70er und 80er Jahren.
2017 wurde das Design erneut vollständig überarbeitet und im sogenannten Projekt 3.0 veröffentlicht. Hierbei sollen die Prozesse im Archiv automatisiert werden und die Onlineumgebung nutzerfreundlicher und effektiver gestaltet werden. Namengebend war dabei die Theorie des sogenannten Archivs 3.0 – der Schritt hin zur Nachweisdigitalisierung.

## Bestand des Archivs
Der Bestand des Handschriftenarchivs ist recht überschaubar. Hauptbestandteil sind die zu Anfang erwähnten Noten Drucke, handschriftlichen Noten und Autographen der ehemaligen Handschriftensammlung.
| Name/Beschreibung                                                                                   | Altersumfang  | Bestandsumfang 2016 |
| --------------------------------------------------------------------------------------------------- | ------------- | ------------------- |
| Handschriften Notenhandschriften für damaligen Chorgebrauch, Widmungen, Orchestersätze              | ca. 1910–2000 | ca. 0,5 lfm         |
| Drucke Seltene, besondere, verlegte Notendrucke                                                     | ca. 1950–2015 | ca. 0,21 lfm        |
| Kopien von Handschriften Chorsätze aus Handschriften in Form von Fotokopien                         | ca. 1945–1990 | ca. 0,85 lfm        |
| Introiten-Sammlung                                                                                  | ca. 1950–2013 | ca. 0,09 lfm        |
| Mappen-Sammlung Chormappen, Mappen der Notenbibliothek, Mappen der ehemaligen Handschriftensammlung | ca. 1945–2016 | ca. 0,10 lfm        |

### Teilhabe in Verbünden
Seit März 2019 sind die Bestände des Handschriftenarchivs auch in den Portalen der Deutschen Digitalen Bibliothek und dem Archivportal-D einsehbar. Damit ist es möglich geworden auch in den großen deutschen digitalen Archivportalen die Bestände des Archives einzusehen oder vergleichend zu bearbeiten. Ferner ist der Bestand nunmehr im Archives Portal Europe aufrufbar.